# Loire menti kastélyok

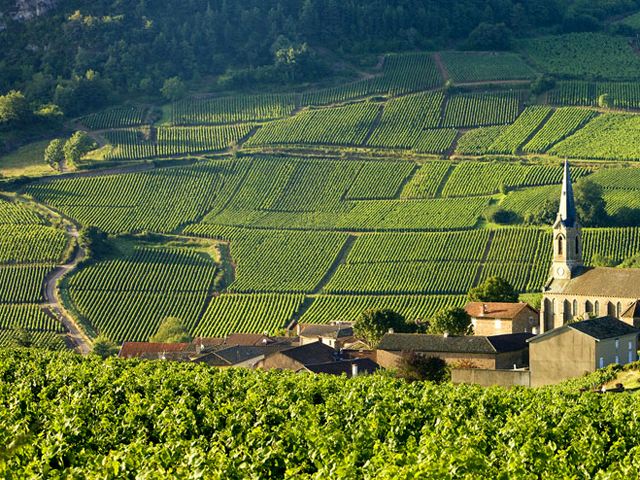
Loire völgy

## A Loire-völgye
A Loire-völgye egy méltán híres és mesébe illő terület, mely a Loire folyó mentén, Franciaország középső, illetve nyugati részén helyezkedik el. Középső szakasza Párizs után az ország második legfontosabb idegenforgalmi régiója, de jelentősége a mezőgazdaság és szállítás szempontjából sem elhanyagolható. Az olasz, a francia és a flamand kultúra kölcsönhatásának köszönhetően a táj rendkívül sokszínű és mégis egységes; e hatásokból itt születettek meg az első franciakertek. Egyes reneszánsz költők a Loire völgyét olyan vonzónak találták, mint Róma környékét. Ez a páratlan vidék az UNESCO Világörökség listájára is felkerült.

## A kastélyok

### Királyi kastélyok
| Kastély           | Település   | Megye          | Koordináták                                                                            | Kép |
| ----------------- | ----------- | -------------- | -------------------------------------------------------------------------------------- | --- |
| Amboise           | Amboise     | Indre-et-Loire | é. sz. 47° 24′ 47″, k. h. 0° 59′ 09″47.413056°N 0.985833°EChâteau d'Amboise            | Château d'Amboise |
| Angers            | Angers      | Maine-et-Loire | é. sz. 47° 28′ 12″, ny. h. 0° 33′ 36″47.470000°N 0.560000°WChâteau d'Angers            | Château d'Angers, Maine-et-Loire, Pays de la Loire, France. La porte des champs côté sud au premier plan, était l'entrée principale de la forteresse à l'origine. |
| Blois             | Blois       | Loir-et-Cher   | é. sz. 47° 35′ 08″, k. h. 1° 19′ 51″47.585556°N 1.330833°EChâteau de Blois             | sans cadre |
| Chambord          | Chambord    | Loir-et-Cher   | é. sz. 47° 36′ 58″, k. h. 1° 31′ 02″47.616111°N 1.517222°EChâteau de Chambord          | Château de Chambord |
| Chenonceau        | Chenonceaux | Indre-et-Loire | é. sz. 47° 19′ 31″, k. h. 1° 04′ 13″47.325278°N 1.070278°EChâteau de Chenonceau        | Château de Chenonceau |
| Chinon            | Chinon      | Indre-et-Loire | é. sz. 47° 10′ 05″, k. h. 0° 14′ 10″47.168056°N 0.236111°EChâteau de Chinon            | Château de Chinon, vue de la Vienne |
| Langeais          | Langeais    | Indre-et-Loire | é. sz. 47° 19′ 29″, k. h. 0° 24′ 22″47.324722°N 0.406111°EChâteau de Langeais          | Château de Langeais |
| Loches            | Loches      | Indre-et-Loire | é. sz. 47° 07′ 29″, k. h. 0° 59′ 48″47.124722°N 0.996667°EChâteau de Loches            | Château de Loches, Loches, FRANCE |
| Plessis-lez-Tours | La Riche    | Indre-et-Loire | é. sz. 47° 22′ 57″, k. h. 0° 39′ 38″47.382500°N 0.660556°EChâteau de Plessis-lèz-Tours | Château de Plessiz-lèz-Tours |
| Saumur            | Saumur      | Maine-et-Loire | é. sz. 47° 15′ 22″, ny. h. 0° 04′ 21″47.256111°N 0.072500°WChâteau de Saumur           | Château de Saumur |
| Tours             | Tours       | Indre-et-Loire | é. sz. 47° 23′ 49″, k. h. 0° 41′ 34″47.396944°N 0.692778°EChâteau de Tours             | Le château de Tours. |

### Nemesi kastélyok
| Kastély            | Település             | Megye          | Koordináták                                                                             | Megjegyzés                                                                  | Kép                                                                             |
| ------------------ | --------------------- | -------------- | --------------------------------------------------------------------------------------- | --------------------------------------------------------------------------- | ------------------------------------------------------------------------------- |
| Azay-le-Rideau     | Azay-le-Rideau        | Indre-et-Loire | é. sz. 47° 15′ 33″, k. h. 0° 27′ 58″47.259167°N 0.466111°EChâteau d'Azay-le-Rideau      | A korai francia reneszánsz mesterműve                                       | Château d'Azay-le-Rideau, Indre-et-Loire, France                                |
| Armaillé           | Loches                | Indre-et-Loire | é. sz. 47° 07′ 47″, k. h. 0° 00′ 10″47.129722°N 0.002778°EChâteau d'Armaillé            | Loches Château of Count Arthur de Marsay                                    | Château d'Armailé from the river frontage, Loches, Tours                        |
| Beauregard         | Cellettes             | Loir-et-Cher   | é. sz. 47° 32′ 13″, k. h. 1° 23′ 03″47.536944°N 1.384167°EChâteau de Beauregard         | Art gallery                                                                 | Château de Beauregard                                                           |
| Brézé              | Brézé                 | Maine-et-Loire | é. sz. 47° 10′ 28″, ny. h. 0° 03′ 27″47.174444°N 0.057500°WChâteau de Brézé             |                                                                             | Château de Brézé                                                                |
| Brissac            | Brissac Loire Aubance | Maine-et-Loire | é. sz. 47° 21′ 11″, ny. h. 0° 26′ 59″47.353056°N 0.449722°WChâteau de Brissac           | Franciaország legmagasabb kastélya                                          | Façade est du château de Brissac-Quincé. Département de Maine-et-Loire, France. |
| Chanteloup         | Amboise               | Indre-et-Loire | é. sz. 47° 23′ 28″, k. h. 0° 58′ 13″47.391111°N 0.970278°EPagode de Chanteloup          | Duke of Choiseul (1760–1785) tulajdona                                      | Château de Chanteloup                                                           |
| Châteaudun         | Châteaudun            | Eure-et-Loir   | é. sz. 48° 04′ 15″, k. h. 1° 19′ 25″48.070833°N 1.323611°EChâteau de Châteaudun         | Jean de Dunois (1439–1468) tulajdona                                        | Château de Châteaudun                                                           |
| Chaumont-sur-Loire | Chaumont-sur-Loire    | Loir-et-Cher   | é. sz. 47° 28′ 45″, k. h. 1° 10′ 55″47.479167°N 1.181944°EChâteau de Chaumont-sur-Loire | Catherine de' Medici (1550–1559) és Diane de Poitiers (1559–1566) tulajdona | Château de Chaumont sur Loire, FRANCE                                           |
| Cheverny           | Cheverny              | Loir-et-Cher   | é. sz. 47° 30′ 01″, k. h. 1° 27′ 29″47.500278°N 1.458056°EChâteau de Cheverny           | Inspiration for Hergé's Marlinspike Hall                                    | Château de Cheverny - Vue Frontale                                              |
| Clos-Lucé          | Amboise               | Indre-et-Loire | é. sz. 47° 24′ 36″, k. h. 0° 59′ 31″47.410000°N 0.991944°EClos-Lucé                     | Leonardo da Vinci lakóhelye (1516–1519)                                     | Le Clos Lucé, en Indre-et-Loire, en France                                      |
| Meillant           | Meillant              | Cher           | é. sz. 46° 46′ 59″, k. h. 2° 30′ 15″46.783056°N 2.504167°EChâteau de Meillant           |                                                                             | Château de Meillant                                                             |
| Montsoreau         | Montsoreau            | Maine-et-Loire | é. sz. 47° 12′ 56″, k. h. 0° 03′ 44″47.215556°N 0.062222°EChâteau de Montsoreau         |                                                                             | Château de Montsoreau                                                           |
| Richelieu          | Richelieu             | Indre-et-Loire | é. sz. 47° 00′ 26″, k. h. 0° 19′ 33″47.007222°N 0.325833°EChâteau de Richelieu          | Richelieu bíboros (1621-1642) tulajdona                                     | Château de Richelieu                                                            |
| Sully-sur-Loire    | Sully-sur-Loire       | Loiret         | é. sz. 47° 46′ 04″, k. h. 2° 22′ 31″47.767778°N 2.375278°EChâteau de Sully-sur-Loire    | Maximilien de Béthune, Duke of Sully (1602–1641) tulajdona                  | Château de Sully-sur-Loire                                                      |
| Ussé               | Rigny-Ussé            | Indre-et-Loire | é. sz. 47° 14′ 59″, k. h. 0° 17′ 28″47.249722°N 0.291111°EChâteau d'Ussé                | Inspiration for Charles Perrault's Sleeping Beauty                          | Château d'Ussé, façade Est                                                      |
| Valençay           | Valençay              | Indre          | é. sz. 47° 09′ 27″, k. h. 1° 33′ 48″47.157500°N 1.563333°EChâteau de Valençay           | Talleyrand (1803–1838) tulajdona                                            | Château de Valençay                                                             |
| Villandry          | Villandry             | Indre-et-Loire | é. sz. 47° 20′ 26″, k. h. 0° 30′ 51″47.340556°N 0.514167°EChâteau de Villandry          |                                                                             | (Château de Villandry (France) vu des jardins)                                  |

### Egyéb kastélyok
| Kastély               | Település                | Megye          | Koordináták                                                                                | Kép |
| --------------------- | ------------------------ | -------------- | ------------------------------------------------------------------------------------------ | --- |
| Argy                  | Argy                     | Indre          | é. sz. 46° 56′ 20″, k. h. 1° 26′ 08″46.938889°N 1.435556°EChâteau d'Argy                   | Château d'Argy                                                                                             |
| Azay-le-Ferron        | Azay-le-Ferron           | Indre          | é. sz. 46° 51′ 04″, k. h. 1° 04′ 12″46.851111°N 1.070000°EChâteau d'Azay-le-Ferron         | Château d'Azay-le-Ferron                                                                                   |
| Baugé                 | Baugé                    | Maine-et-Loire | é. sz. 47° 32′ 29″, k. h. 0° 06′ 07″47.541389°N 0.101944°EChâteau de Baugé                 | Château de Baugé                                                                                           |
| Beaugency             | Beaugency                | Loiret         | é. sz. 47° 46′ 45″, k. h. 1° 37′ 57″47.779167°N 1.632500°EChâteau de Beaugency             | Château de Beaugency                                                                                       |
| Boisgibault           | Ardon                    | Loiret         | é. sz. 47° 47′ 18″, k. h. 1° 52′ 00″47.788333°N 1.866667°EChâteau de Boisgibault           | Château de Boisgibault                                                                                     |
| Boumois               | Saint-Martin-de-la-Place | Maine-et-Loire | é. sz. 47° 18′ 30″, ny. h. 0° 07′ 48″47.308333°N 0.130000°WChâteau de Boumois              | |
| Briare                | Briare                   | Loiret         | é. sz. 47° 38′ 22″, k. h. 2° 44′ 27″47.639444°N 2.740833°EChâteau de Briare                | Château de Briare                                                                                          |
| Candé                 | Monts                    | Indre-et-Loire | é. sz. 47° 17′ 49″, k. h. 0° 39′ 56″47.296944°N 0.665556°EChâteau de Candé                 | Château de Candé                                                                                           |
| Chamerolles           | Chilleurs-aux-Bois       | Loiret         | é. sz. 48° 03′ 37″, k. h. 2° 09′ 51″48.060278°N 2.164167°EChâteau de Chamerolles           | Château de Chamerolles                                                                                     |
| Châteauneuf-sur-Loire | Châteauneuf-sur-Loire    | Loiret         | é. sz. 47° 51′ 51″, k. h. 2° 13′ 00″47.864167°N 2.216667°EChâteau de Châteauneuf-sur-Loire | Château de Châteauneuf-sur-Loire                                                                           |
| Chémery               | Chémery                  | Loir-et-Cher   | é. sz. 47° 20′ 43″, k. h. 1° 28′ 48″47.345278°N 1.480000°EChâteau de Chémery               | Château de Chémery                                                                                         |
| Chissay               | Chissay-en-Touraine      | Loir-et-Cher   | é. sz. 47° 20′ 13″, k. h. 1° 08′ 11″47.336944°N 1.136389°EChâteau de Chissay               | Château de Chissay                                                                                         |
| Courtalain            | Courtalain               | Eure-et-Loir   | é. sz. 48° 04′ 49″, k. h. 1° 08′ 11″48.080278°N 1.136389°EChâteau de Courtalain            | Château de Courtalain                                                                                      |
| Fougères-sur-Bièvre   | Fougères-sur-Bièvre      | Loir-et-Cher   | é. sz. 47° 26′ 52″, k. h. 1° 20′ 37″47.447778°N 1.343611°EChâteau de Fougères-sur-Bièvre   | Château de Fougères-sur-Bièvre                                                                             |
| Gaillard              | Amboise                  | Indre-et-Loire | é. sz. 47° 24′ 47″, k. h. 0° 59′ 09″47.413056°N 0.985833°EChâteau-Gaillard                 | Château Gaillard                                                                                           |
| Gien                  | Gien                     | Loiret         | é. sz. 47° 41′ 06″, k. h. 2° 37′ 54″47.685000°N 2.631667°EChâteau de Gien                  | Château de Gien                                                                                            |
| Gizeux                | Gizeux                   | Indre-et-Loire | é. sz. 47° 23′ 26″, k. h. 0° 12′ 22″47.390556°N 0.206111°EChâteau de Gizeux                | Château de Gizeux                                                                                          |
| Gué-Péan              | Monthou-sur-Cher         | Loir-et-Cher   | é. sz. 47° 21′ 00″, k. h. 1° 19′ 07″47.350000°N 1.318611°EChâteau du Gué-Péan              | Château du Gué-Péan                                                                                        |
| La Bourdaisière       | Montlouis-sur-Loire      | Indre-et-Loire | é. sz. 47° 22′ 11″, k. h. 0° 50′ 19″47.369722°N 0.838611°EChâteau de La Bourdaisière       | Château de La Bourdaisière                                                                                 |
| La Bussière           | La Bussière              | Loiret         | é. sz. 47° 44′ 50″, k. h. 2° 44′ 52″47.747222°N 2.747778°EChâteau de La Bussière           | Château de La Bussière                                                                                     |
| La Farinière          | Cinq-Mars-la-Pile        | Indre-et-Loire | é. sz. 47° 21′ 08″, k. h. 0° 28′ 29″47.352222°N 0.474722°EChâteau de La Farinière          | Château de La Farinière                                                                                    |
| La Ferté-Saint-Aubin  | La Ferté-Saint-Aubin     | Loiret         | é. sz. 47° 43′ 35″, k. h. 1° 56′ 36″47.726389°N 1.943333°EChâteau de La Ferté-Saint-Aubin  | Château de La Ferté-Saint-Aubin                                                                            |
| La Possonnière        | Couture-sur-Loir         | Loir-et-Cher   | é. sz. 47° 44′ 48″, k. h. 0° 41′ 32″47.746667°N 0.692222°EChâteau de La Possonnière        | Château de La Possonnière                                                                                  |
| Lavardin              | Lavardin                 | Loir-et-Cher   | é. sz. 47° 44′ 28″, k. h. 0° 53′ 01″47.741111°N 0.883611°EChâteau de Lavardin              | Château de Lavardin                                                                                        |
| Le Lude               | Le Lude                  | Sarthe         | é. sz. 47° 38′ 45″, k. h. 0° 09′ 14″47.645833°N 0.153889°EChâteau du Lude                  | Château du Lude                                                                                            |
| Le Moulin             | Lassay-sur-Croisne       | Loir-et-Cher   | é. sz. 47° 22′ 09″, k. h. 1° 36′ 34″47.369167°N 1.609444°EChâteau du Moulin                | \| |
| Nevers                | Nevers                   | Nièvre         | é. sz. 46° 59′ 18″, k. h. 3° 09′ 30″46.988333°N 3.158333°EPalais ducal de Nevers           | Palais ducal de Nevers                                                                                     |
| Le Plessis-Bourré     | Écuillé                  | Maine-et-Loire | é. sz. 47° 36′ 03″, ny. h. 0° 32′ 40″47.600833°N 0.544444°WChâteau du Plessis-Bourré       | Le château du Plessis-Bourré, près du village d'Écuillé, en Maine-et-Loire (France), vu depuis le sud-est. |
| Le Rivau              | Lemere                   | Indre-et-Loire | é. sz. 47° 06′ 25″, k. h. 0° 19′ 34″47.106944°N 0.326111°EChâteau du Rivau                 | Château du Rivau                                                                                           |
| Le Roujoux            | Fresnes                  | Loir-et-Cher   | é. sz. 47° 26′ 01″, k. h. 1° 24′ 03″47.433611°N 1.400833°EChâteau du Roujoux               | |
| Les Réaux             | Chouzé-sur-Loire         | Indre-et-Loire | é. sz. 47° 14′ 54″, k. h. 0° 08′ 52″47.248333°N 0.147778°EChâteau des Réaux                | Château des Réaux                                                                                          |
| Luynes                | Luynes                   | Indre-et-Loire | é. sz. 47° 23′ 28″, k. h. 0° 33′ 19″47.391111°N 0.555278°EChâteau de Luynes                | Château de Luynes                                                                                          |
| Menars                | Menars                   | Loir-et-Cher   | é. sz. 47° 38′ 36″, k. h. 1° 24′ 34″47.643333°N 1.409444°EChâteau de Menars                | Château de Menars                                                                                          |
| Meung-sur-Loire       | Meung-sur-Loire          | Loiret         | é. sz. 47° 49′ 26″, k. h. 1° 41′ 41″47.823889°N 1.694722°EChâteau de Meung-sur-Loire       | Château de Meung-sur-Loire                                                                                 |
| Montgeoffroy          | Mazé                     | Maine-et-Loire | é. sz. 47° 28′ 08″, ny. h. 0° 16′ 35″47.468889°N 0.276389°WChâteau de Montgeoffroy         | Château de Montgeoffroy                                                                                    |
| Montigny-le-Gannelon  | Montigny-le-Gannelon     | Eure-et-Loir   | é. sz. 48° 00′ 54″, k. h. 1° 14′ 07″48.015000°N 1.235278°EChâteau de Montigny-le-Gannelon  | Château de Montigny-le-Gannelon                                                                            |
| Montpoupon            | Céré-la-Ronde            | Indre-et-Loire | é. sz. 47° 15′ 11″, k. h. 1° 08′ 28″47.253056°N 1.141111°EChâteau de Montpoupon            | Château de Montpoupon                                                                                      |
| Montrésor             | Montrésor                | Indre-et-Loire | é. sz. 47° 09′ 21″, k. h. 1° 12′ 35″47.155833°N 1.209722°EChâteau de Montrésor             | Vue d'un château montrant une échauguette à l'angle de deux murs au premier plan.                          |
| Montreuil-Bellay      | Montreuil-Bellay         | Maine-et-Loire | é. sz. 47° 07′ 58″, ny. h. 0° 09′ 14″47.132778°N 0.153889°WChâteau de Montreuil-Bellay     | Château de Montreuil-Bellay                                                                                |
| Montrichard           | Montrichard              | Loir-et-Cher   | é. sz. 47° 20′ 37″, k. h. 1° 11′ 10″47.343611°N 1.186111°EChâteau de Montrichard           | Château de Montrichard                                                                                     |
| Saché                 | Saché                    | Indre-et-Loire | é. sz. 47° 14′ 45″, k. h. 0° 32′ 41″47.245833°N 0.544722°EChâteau de Saché                 | Château de Saché                                                                                           |
| Saint-Aignan          | Saint-Aignan-sur-Cher    | Loir-et-Cher   | é. sz. 47° 16′ 10″, k. h. 1° 22′ 30″47.269444°N 1.375000°EChâteau de Saint-Aignan-sur-Cher | Château de Saint-Aignan-sur-Cher                                                                           |
| Saint-Brisson         | Saint-Brisson-sur-Loire  | Loiret         | é. sz. 47° 39′ 00″, k. h. 2° 40′ 56″47.650000°N 2.682222°EChâteau de Saint-Brisson         | |
| Selles-sur-Cher       | Selles-sur-Cher          | Loir-et-Cher   | é. sz. 47° 16′ 29″, k. h. 1° 32′ 58″47.274722°N 1.549444°EChâteau de Selles-sur-Cher       | Château de Selles-sur-Cher                                                                                 |
| Serrant               | Saint-Georges-sur-Loire  | Maine-et-Loire | é. sz. 47° 24′ 54″, ny. h. 0° 44′ 40″47.415000°N 0.744444°WChâteau de Serrant              | Château de Serrant                                                                                         |
| Talcy                 | Talcy                    | Loir-et-Cher   | é. sz. 47° 46′ 11″, k. h. 1° 26′ 39″47.769722°N 1.444167°EChâteau de Talcy                 | Château de Talcy (Loir et Cher)                                                                            |
| Troussay              | Cheverny                 | Loir-et-Cher   | é. sz. 47° 29′ 29″, k. h. 1° 25′ 29″47.491389°N 1.424722°EChâteau de Troussay              | Château de Troussay)                                                                                       |
| Valmer                | Chançay                  | Indre-et-Loire | é. sz. 47° 27′ 32″, k. h. 0° 53′ 14″47.458889°N 0.887222°EChâteau de Valmer                | Château de Valmer)                                                                                         |
| Vendôme               | Vendôme                  | Loir-et-Cher   | é. sz. 47° 47′ 21″, k. h. 1° 03′ 55″47.789167°N 1.065278°EChâteau de Vendôme               | |
| Villesavin            | Tour-en-Sologne          | Loir-et-Cher   | é. sz. 47° 32′ 48″, k. h. 1° 30′ 51″47.546667°N 1.514167°EChâteau de Villesavin            | Château de Villesavin, vue d'est                                                                           |

### Château d’Angers[4]

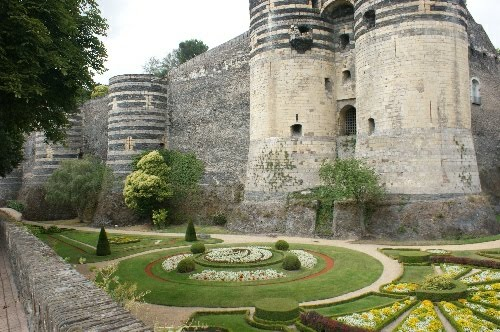
Angers-i vár

Angers Franciaország nyugati felén található, közel az óceánhoz. A város sok mindenről híres, többek között az Operaházáról, a David d’Anger kiállításról, stb., de mégis az egyik leghíresebb látnivaló, ami évről évre odacsábítja látogatóit, az a kastély vagy inkább talán vár. Azért nevezhető inkább várnak, mert erődítményszerű a felépítése, erre utalnak a vastag, magas falak, a picike, lőrésszerű ablakok a várfalon, a vizesárok a vár körül.
Eredetileg a 13. században építették és nagyon sokáig katonai iskolaként működött, melynek leghíresebb tanulója, Bonaparte Napóleon volt. A II. világháború alatt, mint sok más csodálatos épület Európában, óriási károkat szenvedett. 2009-ben pedig egy szerencsétlen baleset folytán a tetőszerkezete leégett, de sikerült minél előbb helyreállítani az egyik legszebb Loire menti kastélyt. A kastély egész évben látogatható.

### Château d’Azay-le-Rideau[6]

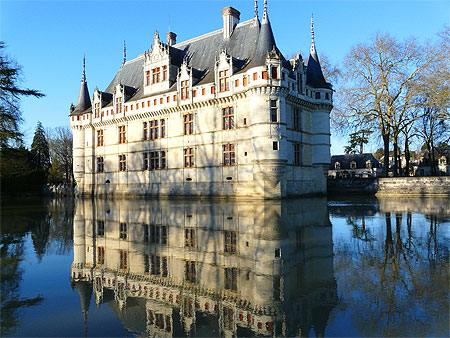
Azay-le-Rideau

Az Indre folyó egy szigetén álló Azay-le-Rideau kastély cölöpökre épült, amitől olyan, mintha egy meséből lépne elő. Egy tehetős tőkés, Gilles Berthelot építtette még I. Ferenc uralkodása idején.
Korábban egy 12. századi erőd állt a kastély helyén, de az leégett. Miután I. Ferenc elkobozta a kastélyt, abban több király is megszállt, így például XIV. Lajos is.
Az olasz reneszánsz stílusú épületet gyönyörű angolkert övezi. A falakon értékes festmények és holland gobelinek lógnak. A kastélyt 1905-ben 250 000 frankért eladták a francia államnak, és ma már az UNESCO Világörökség része. Látogatható.

### Château de Chenonceau

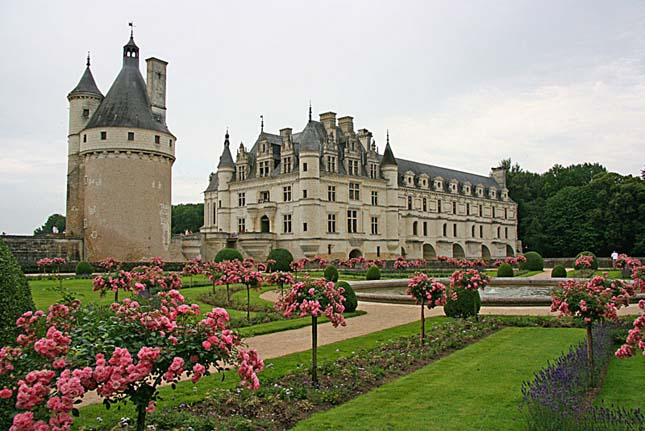
Chenonceau kastély

Az összes Loire-menti kastély közül talán Chenonceau a legkiemelkedőbb, a leginkább festői és leginkább bájos. A kastély Indre-et-Loire megyében, Chenonceaux településen áll.
„Hat Hölgy kastélya” néven is emlegetik, ugyanis hat híres francia nő kötődik hozzá. A legelső rögtön az építtető, Thomas Bohier felesége, Catherine Briconnet volt. Catherine lebontatta a kastély helyén álló régi erődítményt, majd pedig egy malom helyére, a folyó egyik kis szigetére építtette fel a várat. Az ő haláluk után II. Henrik király, az egyik leghíresebb pártfogoltjának, Diane de Poitiers-nek adta a kastélyt. Ő volt az, aki a folyó fölé építtette a várat, és csodás kertek alakított ki a kastély bejárata előtt. A harmadik nő, II. Henrik felesége, Medici Katalin volt, aki a férje halála után rögtön el is kobozta a kastélyt és a híd fölé kétszintes épületet, galériát építtetett. A negyedik nő a kastély történetében III. Henrik özvegye, Louise de Lorraine volt. Az özvegy királyné ide vonult vissza férje halála után, s egész hátralévő életében őt gyászolta. Ezután a kastély sok kézen ment át, míg nem a 18. században Dupin tábornok kezében állapodott meg. Dupin tábornok felesége, az elegáns és művelt Madame Dupin az ötödik hölgy a kastély hányattatott történetében, a kor szinte minden jelentős művésze, írója megfordult nála. Fia mellé Rousseau-t fogadta nevelőnek, aki az ifjú épülésére írta meg híres művét, az Émile-t. Dupin asszonyt olyannyira szerette a környék népe, hogy a forradalom idején sem neki, sem a kastélynak nem esett bántódása. A hatodik hölgy Madame Pelouze volt, aki 1864-ben vette meg a jelentősen megrongálódott és elhanyagolt kastélyt, majd óriási összegeket áldozott arra, hogy szebbé varázsolja. Jelenleg is magánkézben van, de látogatható.